# 747 Winchester
747 Winchester eller 1913 QZ är en stor asteroid i huvudbältet, som upptäcktes 7 mars 1913 av den amerikanske astronomen Joel Hastings Metcalf i Winchester, Massachusetts, USA. Den har fått sitt namn efter den stad som den upptäcktes från.
Asteroiden har en diameter på ungefär 171 kilometer.